# Angel Baby
Angel Baby — сингл группы Rosie and the Originals, выпущенный в 1960 году.
Группа записала песню на двухдорожечный магнитофон в маленькой студии, расположенной в старом ангаре для самолётов в сельской местности в районе Сан-Маркоса в Калифорнии, причём для записи потребовалось более 30 дублей. Би-сайдом стала песня Give Me Love.
В то время солистке группы Рози Хэмлин было всего 15 лет. Она написала текст песни Angel Baby в качестве стихотворения для «своего самого первого парня», когда была 14-летней ученицей средней школы Мишн-Бэй в Сан-Диего, Калифорния.
Группа договорилась о проигрывании пластинки в кабине для прослушивания в одном универмагов Сан-Диего, где её услышал сотрудник дистрибьютора лейбла Highland Records. Через несколько недель после встречи с представителями Highland Records песню взял в постоянную ротацию K-Day Radio Алан Фрид, после чего она быстро стала хитом, добравшись до 5-го места в Billboard Hot 100.
В качестве автора песни лейбл указал Дэвида Пончи как самого старшего участника группы.
Песня неоднократно исполнялась другими певцами. В 1973 году свою версию песни записал Джон Леннон (она была выпущена в 1986 году в альбоме Menlove Ave.). Во вступлении он называет песню одной из самых своих любимых. Рози Хэмлин в свою очередь отмечала, что, на её взгляд, это лучший кавер её песни.  В 1991 году песню исполнила латин-поп-певица Angelica (она стала заглавным треком её дебютного альбома).
В 1998 году Rosie and the Originals записали версию песни на испанском языке. В 2002 году испаноязычную версию в аранжировке в стиле банда выпустила Дженни Ривера.